# Angelo Berenzi
Angelo Berenzi (Pontevico, 1º gennaio 1853 – Pisogne, 11 novembre 1925) è stato un presbitero e scrittore italiano.

## Biografia
Angelo Berenzi nacque il 1º gennaio 1853 a Pontevico, in provincia di Brescia. Dopo aver compiuto gli studi, nel 1875 divenne sacerdote e professore di italiano, latino e storia nel Seminario di Cremona, fungendo da supplente nelle scuole pubbliche della città. Nel marzo 1883 venne nominato canonico nella cattedrale. Nel 1888 venne nominato socio nell'Accademia degli Agiati di Rovereto; dopo questa prima nomina, negli anni successivi divenne socio di altre Accademie, compresa l'Accademia degli Atenei di Brescia. Durante la Grande Guerra (1915-18) fu cappellano dell'ospedale militare. Organizzò in Seminario di Cremona un museo. Si spense a Pisogne, in Valcamonica, l'11 novembre 1925, all'età di 72 anni.

## Opere
Scrisse una quarantina di opere.

### Saggi storici
Durante la sua vita, dedicò particolare interesse alla storia e all'attualità del suo paese. Infatti, pubblicò saggi storici tra i quali " Storia di Pontevico ", " La resa del castello di Pontevico al duca Francesco Sforza " e " Eugenio di Savoia in Lombardia ", riuscendo per primo a raccogliere informazioni su Pontevico e a pubblicare vere e proprie opere. 

#### La storia di Pontevico
Fu il suo primo saggio storico. Venne pubblicato nel 1888 e raccolse un discreto successo. Racconta in ordine cronologico la storia di Pontevico, il suo paese natale, raccogliendo informazioni da opere di storici quali Simonetta, Porcellio o Muratori.

#### Liutistica
Angelo Berenzi, tra la fine dell'Ottocento e gli inizi del novecento, fu uno dei promotori della rinascita della liuteria bresciana e cremonese con un incessante lavoro, nelle sedi accademiche e presso le amministrazioni comunali di Brescia, Salò e Cremona. Scrisse " I liutai Bresciani " e " Gli artefici liutai cremonesi e la loro celebre scuola ". Nel marzo 2017, Fabio Perrone, presso la Biblioteca del seminario vescovile di Cremona, dedicò la conferenza allo scrittore pontevichese.

#### Elenco dei saggi storici
- Storia di Pontevico (1888)[2][3]
- I liutai Bresciani (1890)[8][9]
- La patria di G. P. Maggini (1891)[10]
- Gli artefici liutai cremonesi e la loro celebre scuola[11]
- La chiesa di San Giuseppe in Pontevico (1905)[12]
- Per la riapertura del duomo di Salò (1906)[13]
- Strano preludio della vittoria di Cortenuova (1906)[14]
- La resa del castello di Pontevico al duca Francesco Sforza (1906)[4]
- G. G. Trivulzio al castello di Pontevico (1906)[15]
- Tito Speri romanziere? (1906)[16]
- Alcuni strumenti fabbricati da Gasp. da Salò (1906)[17]
- Pontevico istituzioni, Agricoltura, Commerci, Industrie e il nuovo grandioso stabilimento (1907)[18]
- Bernabò Visconti al castello di Pontevico (1907)[19][20]
- Gli antichi orologi pubbl. e Comino di P. (1907)[21]
- La patria di G. P. Maggini (1907)[22]
- Di G. P. Maggini celebre liutaio Bresciano (1907)[23]
- Vox clamantis pro Stradivario (1907)[24]
- Per Gerolamo Frescobaldi (1908)[25]
- Eugenio di Savoia in Lombardia (1701-02) (1908)[5][6]
- Una lettera di M. G. Vida (1908)[26]
- La elezione di M. G. Vida a vescovo di Cremona (1908)[27]
- La vendetta di un bulo (1909)[28]
- Il vescovo di Butrinto prigioniero (1909)[29]
- Cremonesi a Trento e Trentini a Cremona (1919)[30][31]
- Storia del Seminario di Cremona (1925)[32][33]

### Libri scolastici
Durante la sua vita, scrisse dei libri scolastici. Gli " Studi di linguistica ", vennero tradotti anche in lingua Inglese. Attorno al 1900, scrisse la " Storia d'Italia ", divisa in tre volumi per un totale di 2600 pagine complessive e dedicata agli studenti liceali.

#### Elenco dei libri scolastici
- Storia Romana (1901)[36]
- Studi di linguistica[37]
- Roma antica nei suoi ordinamenti militari[38]
- Roma antica nelle sue istituzioni religiose, politiche, militari[39]
- Storia d'Italia[34][35]

## Onorificenze e riconoscimenti
È intitolata a lui una delle vie principali di Pontevico, suo paese natale.